# Polonia na Haiti

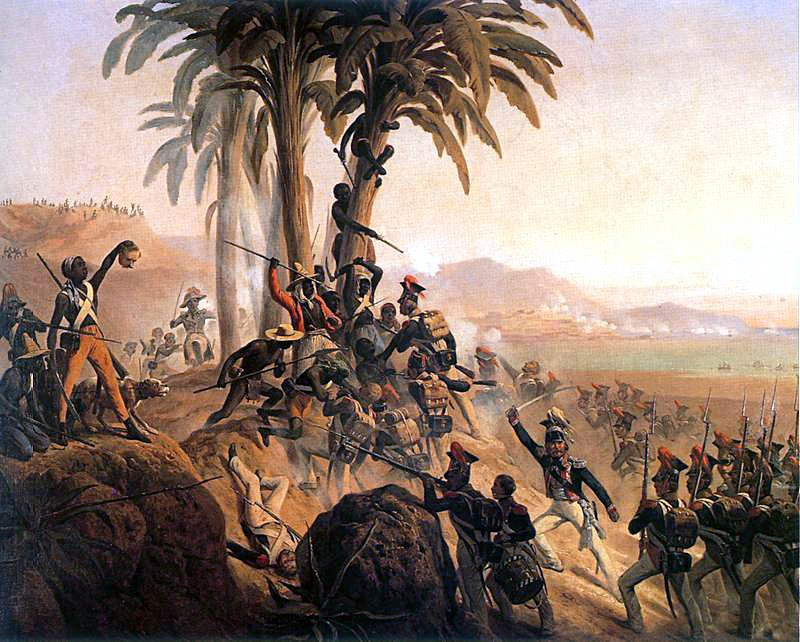
Bitwa na San Domingo, January Suchodolski

Polonia w Haiti (hait. Lapologne) – Haitańczycy polskiego pochodzenia, będący potomkami legionistów przysłanych na wyspę przez Francuzów w celu stłumienia powstania czarnej ludności. Po pewnym czasie i pierwszych starciach, część spośród przysłanych do Haiti żołnierzy polskich postanowiła przejść na stronę haitańskich powstańców, odnosząc ich tragiczną sytuację do rozbiorów Polski, a ich walkę do polskich powstań niepodległościowych.

## Historia
Po zwycięstwie niewolników i ogłoszeniu niepodległości Haiti, w konstytucji z 1805 roku zabroniono białym osiedlania się i posiadania jakichkolwiek własności ziemskich w kraju. Zapis ten jednak nie dotyczył Niemców i Polaków. Jean-Jacques Dessalines wydał rozkazy, by nie tylko nie zabijać polskich żołnierzy (nawet tych służących po stronie francuskiej), ale wręcz nadać im haitańskie obywatelstwo. Motywował to tym, że Polacy, podobnie jak Haitańczycy, charakteryzują się umiłowaniem wolności i musieli o nią wielokrotnie walczyć, także w okresie rewolucji na Haiti. Jeden z dowódców kontyngentu francuskiego Pierre Thouvenot, tak pisał o polskich żołnierzach do Ministerstwa Marynarki i Kolonii: 
Ci ludzie ciężcy i apatyczni, obcy naszym zwyczajom, w ogromnej odległości od swojej Ojczyzny, tracą tu całą swą energię, nie mogąc podołać trudom marszów i są przerażeni niebezpieczeństwami wojny kolonialnej, o której nie mają pojęcia. Jest niemożliwe użycie ich inaczej, jak w garnizonach, a i to niebezpiecznie im powierzać.
Z żołnierzy polskich w służbie haitańskiej utworzono dwa bataliony piechoty, które miały za zadanie pilnowanie więzień z Francuzami. Tylko 160 Polaków zwróciło się z prośbą do Dessalinesa o możliwość opuszczenia Haiti, do czego ten się przychylił. Udali się na Jamajkę, gdzie gubernator Nugent zobowiązał ich do zaciągnięcia się do brytyjskiego wojska, czemu odmówili. W związku z tym zostali odesłani na Haiti, z listem, w którym gubernator doradza ich wypędzenie. Dessalines oświadczył jednak, że Polacy są wolnymi obywatelami, wolnego kraju Haiti, i nie mogę ich wypędzić. W ten sposób powstała polska społeczność na Haiti, z czasem coraz bardziej zapomniana, nie tylko przez Polskę, ale także przez rząd haitański. Powoli zanikała znajomość języka polskiego na rzecz francuskiego, a potem kreolskiego haitańskiego.
Rząd haitański dwukrotnie przypominał sobie o istnieniu Polaków. Pierwszy raz za czasów dyktatury Papy Doca, który nienawidził elity mulackiej i jej francuskiego charakteru, a jednocześnie szukał afrykofilskich symboli. Stawiał wtedy Polaków za wzór umiłowania wolności i odwagi, nazywając ich białymi Murzynami Europy. Nie przeszkodziło to jednak w dokonaniu 27 marca 1969 przez tajną policję Tonton Macoute masakry 11 mieszkańców zamieszkałej przez potomków legionistów miejscowości Cazale.
Po raz drugi, podczas wizyty Jana Pawła II w Haiti.18 marca 1983 roku zawieziono Polaków na lotnisko François Duvalier w Port-au-Prince, celem powitania papieża. Zgromadzono ich w honorowym sektorze, aby mogli bezpośrednio zamienić kilka słów z ojcem świętym. Usłyszeli od niego zapewnienie o pomocy, ponieważ wszyscy jesteśmy Polakami i musimy sobie pomagać. Wcześniej jeden z mieszkańców Cazale odwiedził nawet Polskę, ale wprowadzenie stanu wojennego w 1981 przerwało współpracę z rodakami z Haiti.
Po odwiedzinach papieża izolacja i zapomnienie społeczności polskiej nasiliły się. Odkrył ją ponownie i upamiętnił włoski reporter Riccardo Orizio w 1996 roku. Rozdział o Lepologne znalazł się w jego książce Zaginione białe plemiona, wydanej w roku 2000, w której szczegółowo opisał losy Polaków na Karaibach.

## Sytuacja współczesna
Polacy mieszkają obecnie w mocno izolowanych wioskach górskich w Mountaines Noires, w północno-zachodniej części kraju, przede wszystkim w Cazale, posiadając silną świadomość bycia Polakami (są nazywani Lapologne), ale pojęcie to ma dla nich wartość mocno abstrakcyjną, stając się raczej powodem do dumy z odmienności, a nie do realnych związków z Polską.
Polonia na Haiti składa się z dwóch grup: Mulatów, cechujących się jaśniejszą od innych mieszkańców karnacją, oraz osób o zupełnie jasnym odcieniu skóry.
Społeczność nie posiada żadnych książek, dokumentów, czy zdjęć z przeszłości. Nie przetrwały nawet bardziej znaczące opowieści przekazywane z pokolenia na pokolenie. W szczątkowych formach dochowały się niektóre zwyczaje, np. taniec nazywany polką, czy też zaplatanie warkoczy na słowiański sposób, nieznany na Karaibach (wiele dziewcząt ma jasne włosy). Istnieją też powiedzenia, np. Lá-bas en Pologne (Tam w Polsce), M-ap Fe Krakow (robię, jak w Krakowie, czyli bardzo porządnie), Chajé kou Lapologn (szarżować jak Polska, czyli w dużej liczbie, skutecznie, np. gdy uczniowie są dobrze przygotowani do egzaminu, to mogą powiedzieć mouin chajé kou Lapologn). Mieszkańcy Cazale mówią o sobie nie inaczej, jak My Polacy. Najczęściej spotykane nazwisko to Belno, pochodzące od Belnowski.
Ze społeczności Cazale pochodzi Géri Benoît, druga żona byłego prezydenta Haiti René Prévala.